# ...Y de pronto el amanecer
...Y de pronto el amanecer es una película chilena de 2018, dirigida por Silvio Caiozzi, cual fue estrenada el 30 de agosto de 2017 a nivel internacional y el 12 de abril de 2018 en Chile.
El largometraje ganó el Grand Prix des Amériques, el máximo galardón que entrega el Festival des Films du Monde de Montreal, y el premio a la mejor película en la 13.ª edición del Festival de Cine Latinoamericano de São Paulo. Además, en septiembre de 2018 la cinta fue presentada por Chile como candidata a la categoría mejor película de habla no inglesa en los premios Óscar.

## Argumento
La película narra la historia de Pancho Veloso (Julio Jung), un escritor que huye de su pueblo natal, en Chiloé y se radica en Santiago de Chile dedicando su vida a la prensa rosa. 45 años más tarde, retorna al pueblo para crear cuentos ambientados en el lugar e inspirados por la trama que lleva esta película.

## Reparto
- Julio Jung como Pancho Veloso.
  - Mauricio Riveros como Pancho Veloso joven.
- Sergio Hernández como Miguel.
  - Diego Pizarro como Miguel joven.
- Arnaldo Berríos como Luciano.
  - Pablo Schwarz como Luciano joven.
- Magdalena Müller como Rosita.
- Anita Reeves como Doña Maruja.
- Neddiel Muñoz Millalonco como la Viuda del Griego.
- Darko Alexandar como El Griego.
- Pedro Vicuña como El Duende.
- Nelson Brodt como Papá de Pancho.
- Aldo Parodi como Don Teodoro.
- Agustín Moya como Mayor.

## Producción

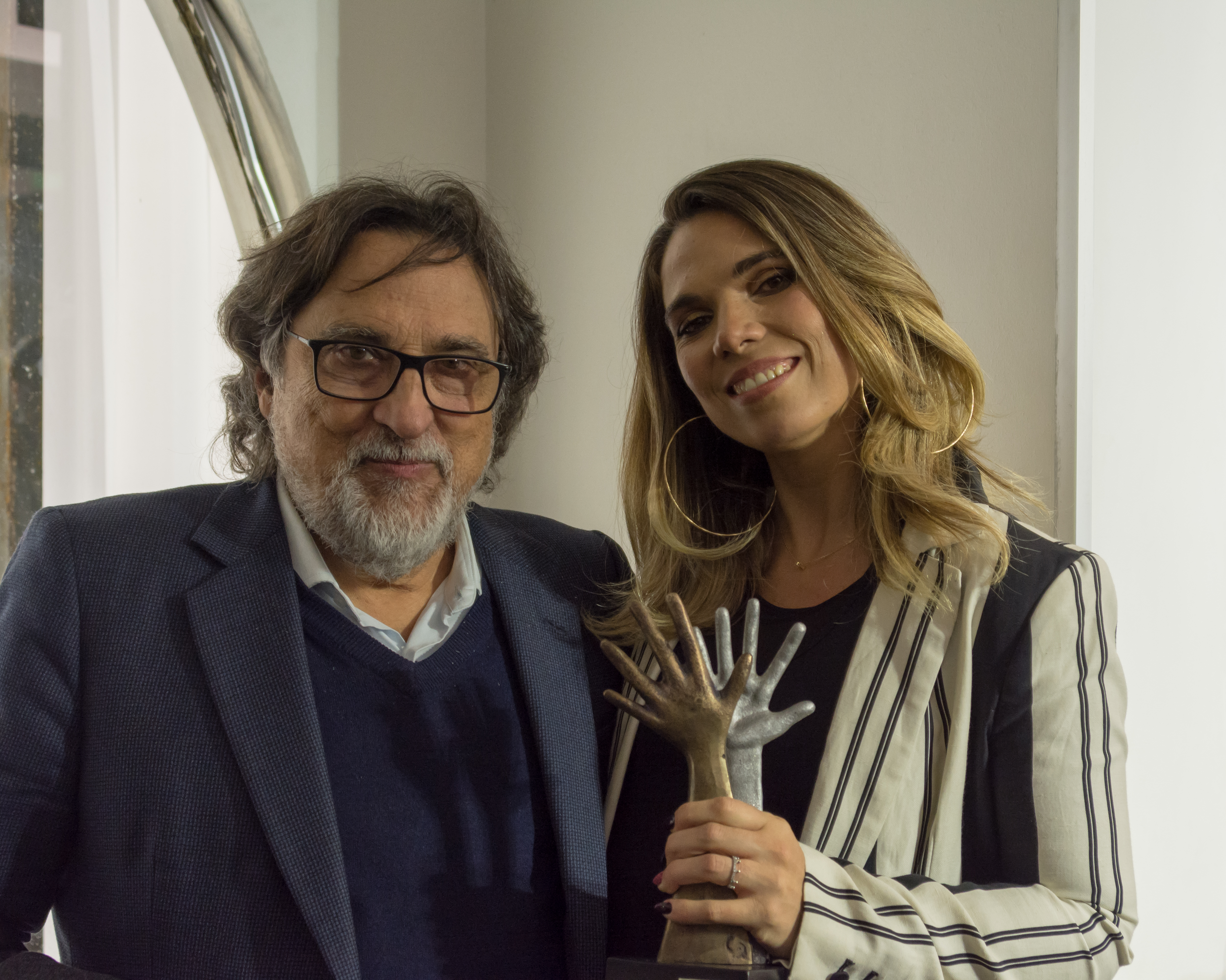
Silvio Caiozzi y su hija Valentina Caiozzi, ambos participaron en la producción de la película

La producción tuvo lugar en la Isla Grande de Chiloé, en el sector de Tongoy de la península de Rilán, cercana a la ciudad de Castro. En el área se construyó un pueblo ficticio compuesto por casas antiguas del territorio que fueron transportadas por tierra y mar esta faena es llamada tiradura de casa. El escenario fue cedido a la producción de Mega para la creación de la telenovela Isla Paraíso.

## Reconocimientos
Caiozzi recibió el galardón a la mejor película en el Festival Internacional de Cine de Montreal. El filme fue seleccionado para representar a Chile en la 91.ª edición de los Premios Óscar en la categoría de Mejor película de habla no inglesa.